# Styczeń 2009

## 1 stycznia2009
- Słowacja wstąpiła do strefy euro, zastępując koronę walutą europejską. (Gazeta.pl)
- Czechy przejęła przewodnictwo w Unii Europejskiej. (Gazeta.pl)
- 5 miejscowości w Polsce: Bobowa, Brzostek, Krynki, Michałowo i Szczucin uzyskało prawa miejskie. (TVN24)

## 2 stycznia2009
- Wojska lankijskie pokonały opór broniących swojej stolicy Kilinochchi, Tamilskich Tygrysów (LTTE) i całkowicie zajęły miasto. (TVN24.pl)

## 3 stycznia2009
- John Atta-Mills z Narodowego Kongresu Demokratycznego został wybrany na prezydenta Ghany. (psz.pl)
- Z Buenos Aires w Argentynie wystartował Rajd Dakar, który po raz pierwszy w historii odbywa się poza Europą i Afryką. (MSN)
- Konflikt izraelsko-palestyński wszedł w nową fazę: izraelskie wojska lądowe wkroczyły do Strefy Gazy. (Gazeta.pl)
- Satoshi Nakamoto opublikował blok genezy bitcoin, inicjalizując w ten sposób zdecentralizowaną sieć tej kryptograficznej waluty.

## 6 stycznia2009
- W wyniku rosyjsko-ukraińskiego konfliktu gazowego w kilkunastu państwach Europy została ograniczona dostawa tego surowca. (Gazeta.pl)

## 9 stycznia2009
- Sejm Rzeczypospolitej Polskiej przyjął przez aklamację projekt uchwały w sprawie ogłoszenia roku 2009 Rokiem Juliusza Słowackiego (Polskie Radio)
- Tankowiec Sirius Star został uwolniony przez somalijskich piratów w zamian za okup. (Gazeta.pl)

## 12 stycznia2009
- W Beverly Hills odbyła się 66. Ceremonia wręczenia Złotych Globów, w której najwięcej nagród otrzymał film Slumdog. Milioner z ulicy w reżyserii Danny’ego Boyle’a. (Dziennik.pl)

## 13 stycznia2009
- Cristiano Ronaldo i Marta Vieira da Silva zostali Piłkarzami Roku FIFA. (Życie Warszawy)

## 15 stycznia2009
- Lot US Airways 1549 samolotu Airbus A320 zakończył się awaryjnym wodowaniem w rzece Hudson w Nowym Jorku. (RMF FM)

## 19 stycznia2009
- W Moskwie zamordowany został Stanisław Markiełow, prawnik i obrońca praw człowieka oraz dziennikarka Anastasija Baburowa. Nieznany sprawca zastrzelił oboje na ulicy po zakończonej konferencji prasowej adwokata. Gazeta.pl

## 20 stycznia2009
- Barack Obama został zaprzysiężony na 44. prezydenta Stanów Zjednoczonych. (RMF FM)

## 22 stycznia2009
- Papież Benedykt XVI zdjął ekskomunikę z czterech biskupów, wyświęconych w 1988 roku przez arcybiskupa Marcela Lefebvre’a. (Onet.pl)

## 23 stycznia2009
- Andrzej Czuma został ministrem sprawiedliwości w miejsce zdymisjowanego Zbigniewa Ćwiąkalskiego. (gazeta.pl)
- W Warszawie zmarła Anna Radziwiłł, wiceminister edukacji w rządzie Tadeusza Mazowieckiego, doradca ministra edukacji w rządzie AWS i ponownie wiceminister edukacji w rządzie Marka Belki. (Gazeta.pl)

## 26 stycznia2009
- Po fali protestów w Reykjavíku premier Islandii Geir Haarde podał swój rząd do dymisji. (rp.pl)

## 27 stycznia2009
- Metropolita Cyryl został wybrany na patriarchę Moskwy i Wszechrusi. (TVN24)

## 30 stycznia2009
- Grigol Mgalobliszwili zrezygnował ze stanowiska premiera Gruzji. (BBC news)

## 31 stycznia2009
- Sharif Sheikh Ahmed objął urząd prezydenta Somalii. (BBC News)